# Carretera general 3
La carretera general 3 (CG-3) è una strada andorrana che collega la capitale Andorra la Vella a Arcalís, la strada è lunga 33 km.

## Storia
Aperta alla circolazione nel 1960. Dal 1960 al 1994 fu chiamata N-3 e dal 1994 al 2008 CG-3 i 4.

## Percorso

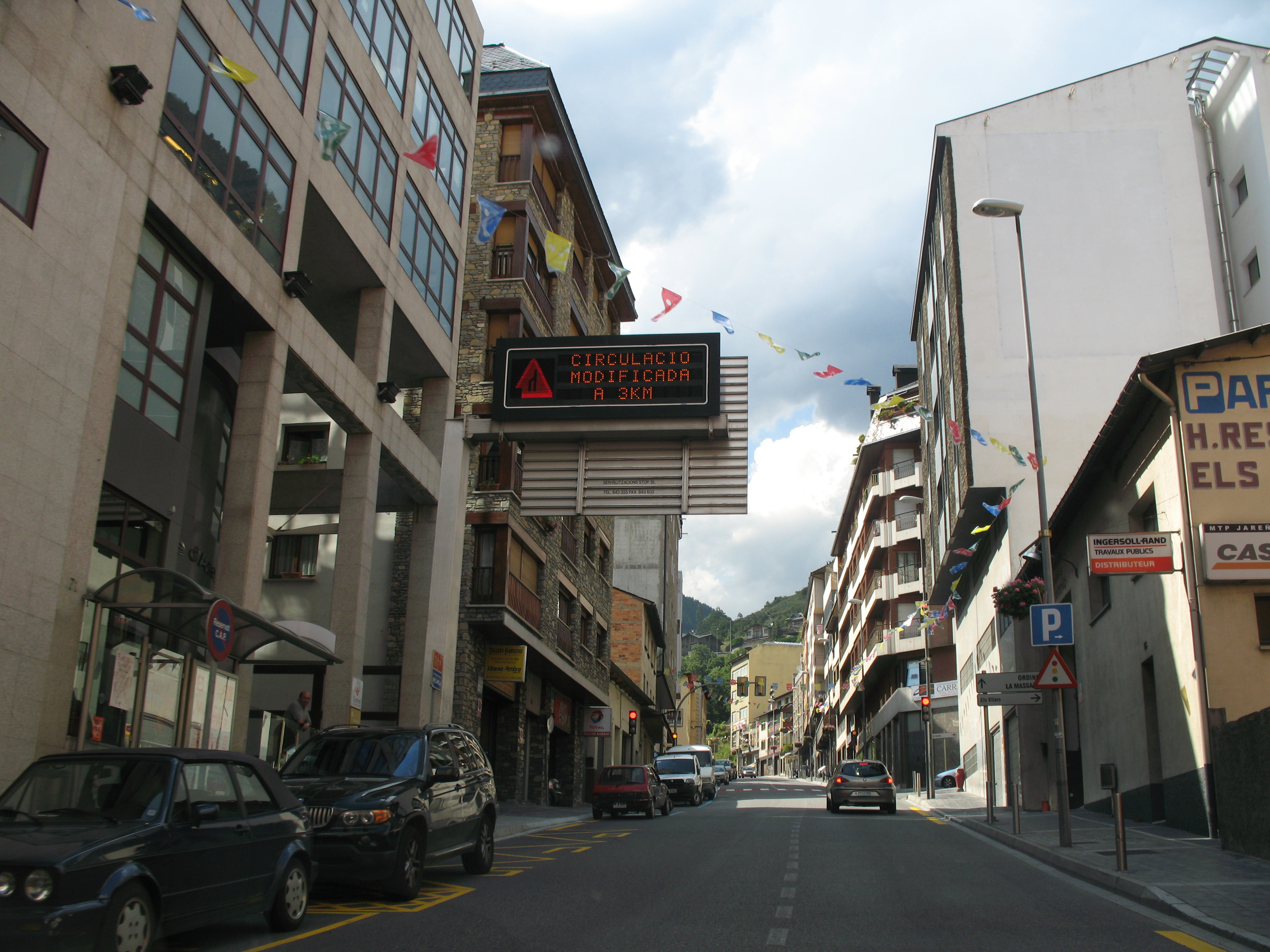
La CG-3 nella sua parte urbana a Escaldes-Engordany è surmonatata da pannelli a messaggi variabili.

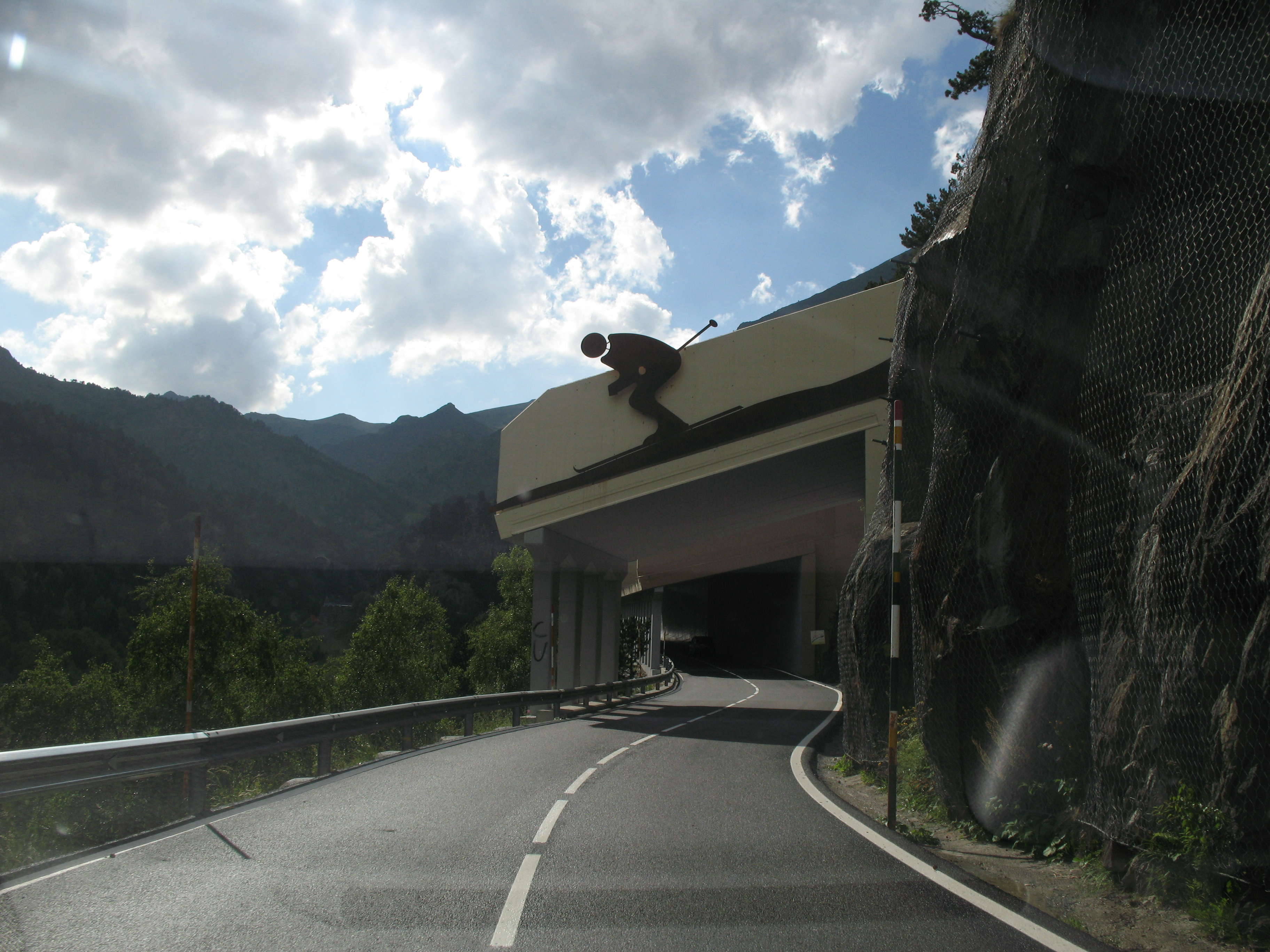
Il Túnel de Sant Antoni.

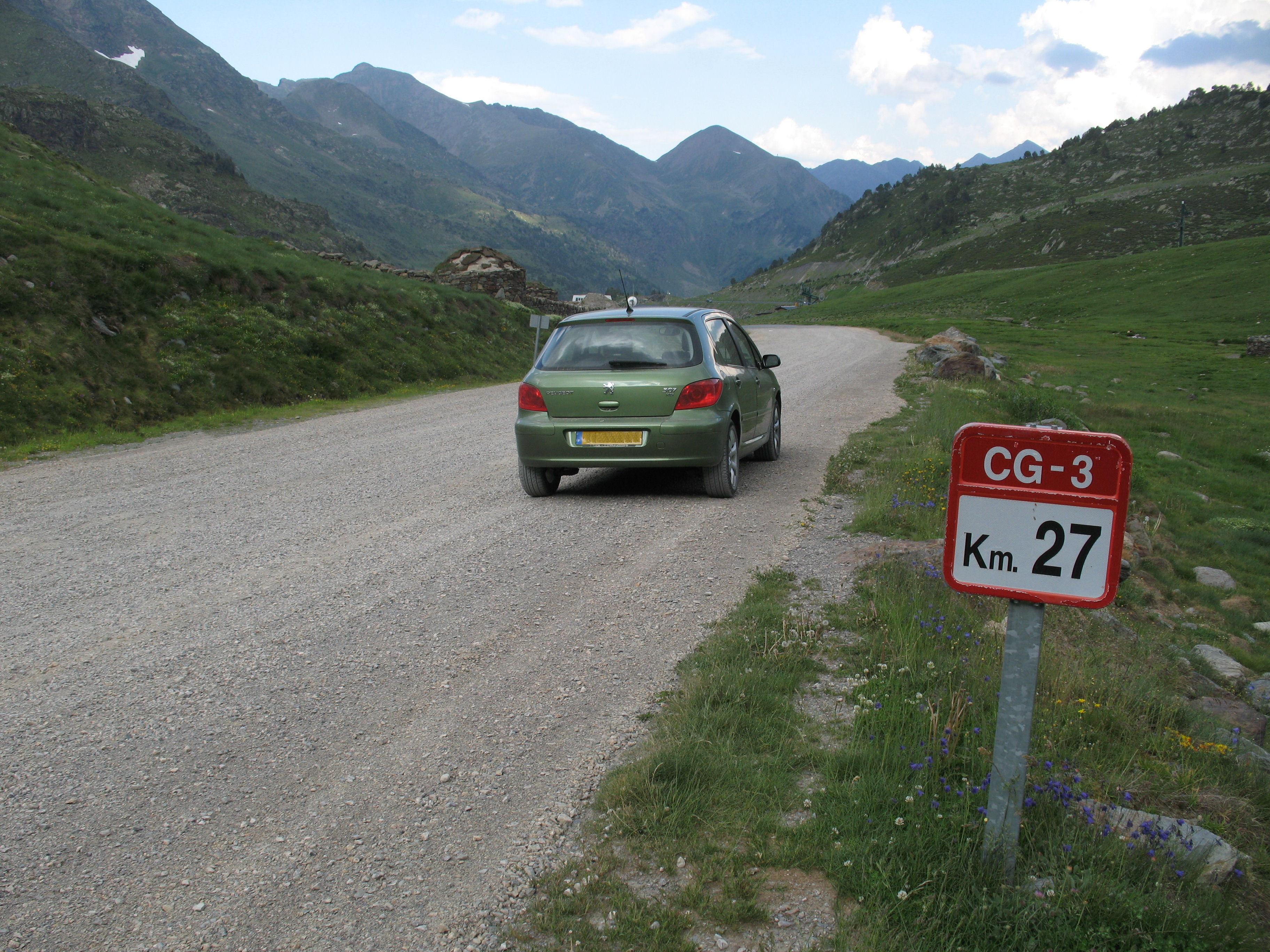
Gli ultimi 3 km della CG-3 non sono asfaltati.

| Tipo | Indicazione                 | Biforcazioni | Km   |
| ---- | --------------------------- | ------------ | ---- |
|      |                             |              | 1,5  |
|      | Túnel de Sant Antoni        |              | 3,5  |
|      |                             |              | 4    |
|      | Anyòs                       | CS-310       | 4,5  |
|      | Sispony                     | CS-320       | 4,5  |
|      |                             |              | 5    |
|      | La Massana                  |              | 5,5  |
|      | Erts / Arinsal / Pal        | CG-4         | 6    |
|      |                             |              | 7    |
|      | Ordino                      | CS-340       | 8    |
|      | Sornàs                      |              | 9    |
|      | Ansalonga                   |              | 10   |
|      | La Cortinada                |              | 11   |
|      | Arans                       |              | 12   |
|      | Llorts                      |              | 13,5 |
|      | Les Salines                 |              | 15   |
|      | El Serrat                   |              | 15   |
|      |                             | CS-370       | 18   |
|      |                             |              | 21,5 |
|      | Arcalís                     |              | 25   |
|      | Fine della strada asfaltata |              | 26   |
|      | Fine della strada           |              | 29   |